# Dapitan
Dapitan is een stad in de Filipijnse provincie Zamboanga del Norte in het noordwesten van het eiland Mindanao. Bij de laatste census in 2007 had de stad bijna 73 duizend inwoners.

## Geografie

### Bestuurlijke indeling
Dapitan is onderverdeeld in de volgende 50 barangays:
| - Aliguay - Antipolo - Aseniero - Ba-ao - Bagting - Banbanan - Banonong - Barcelona - Baylimango - Burgos - Canlucani - Carang - Cawa-cawa - Dampalan - Daro - Dawo - Diwa-an - Guimputlan - Hilltop - Ilaya - Kauswagan - Larayan - Linabo - Liyang - Maria Cristina | - Maria Urayl - Masidlakon - Matagobtob Pob. - Napo - Opao - Oro - Owaon - Oyan - Polo - Potol - Potungan - San Francisco - San Nicolas - San Pedro - San Vicente - Santa Cruz - Santo Niño - Sicayab Bocana - Sigayan - Silinog - Sinonoc - Sulangon - Tag-olo - Taguilon - Tamion |

## Demografie
Dapitan had bij de census van 2007 een inwoneraantal van 72.792 mensen. Dit zijn 4.614 mensen (6,8%) meer dan bij de vorige census van 2000. De gemiddelde jaarlijkse groei komt daarmee uit op 0,91%, hetgeen lager is dan het landelijk jaarlijks gemiddelde over deze periode (2,04%). Vergeleken met de census van 1995 is het aantal mensen met 9.090 (14,3%) toegenomen.

De bevolkingsdichtheid van Dapitan was ten tijde van de laatste census, met 72.792 inwoners op 29,521 km², 2465,8 mensen per km².